# 억압기억
억압기억(抑壓記憶, repressed memory)은 무의식의 영역 속에 봉인되어 일반적으로는 상기할 수 없지만 의식의 영역에 영향은 여전히 끼치고 있는 기억이다. 억압기억의 개념은 1896년에 지그문트 프로이트가 논문 〈히스테리 병인론〉(Zur Ätiologie der Hysterie)에서 처음 제기되었다.
억압기억이라는 개념이 실제로 존재하는 것인지에 대한 여부는 심리학계에서 논란의 대상이 되고 있다. 일부 연구에서는 기억의 억압이 실제로 일어날 수 있다고 결론내리지만, 다수 연구에서는 억압기억의 존재 자체를 부정하며 이쪽이 현재 주류 이론에 속한다. 일각에서는 억압기억 이론을 지지하면서 억압된 기억을 요법을 통해 회복시킬 수 있으며 그것을 회복기억(回復記憶, recovered memory)이라고 부른다. 그러나 대부분의 주류 심리학자들은 이것이 실제 기억이 외부 영향을 받아 오기억을 형성하는 과정에 지나지 않는다고 논박한다.
미국 심리학회의 견해에 따르면 보강증거 없이 억압기억을 오기억과 구분하는 것은 불가능하다.

## 같이 보기
- 해리성 정체성 장애
- 가스라이팅